# Rhamphocottidae
Die Rhamphocottidae (Synonym: Ereuniidae) sind eine aus fünf Arten bestehende Familie von Meeresfischen, die im nördlichen Pazifik von Japan, über Alaska im Norden und der Hawaii-Emperor-Kette im Süden bis Südkalifornien vorkommt.

## Merkmale
Die Rhamphocottidae sind groppenartige Fische mit zwei deutlich getrennten Rückenflossen und großen Brustflossen. Sie werden 8 bis 30 Zentimeter lang. Diagnostische Merkmale der Familie sind die vorhandene erste Pharyngobranchiale (Knochen des Kiemenbogenskeletts) und die Brustflossen, bei denen, wie bei den Knurrhähnen (Triglidae), mehrere untere Flossenstrahlen nicht durch Flossenmembran miteinander verbunden und frei beweglich sind. Die Hypuralia und Parahypuralia (Knochen des Schwanzflossenskeletts) sind zu einem einzigen, komplexen Knochen verschmolzen.

## Gattungen und Arten

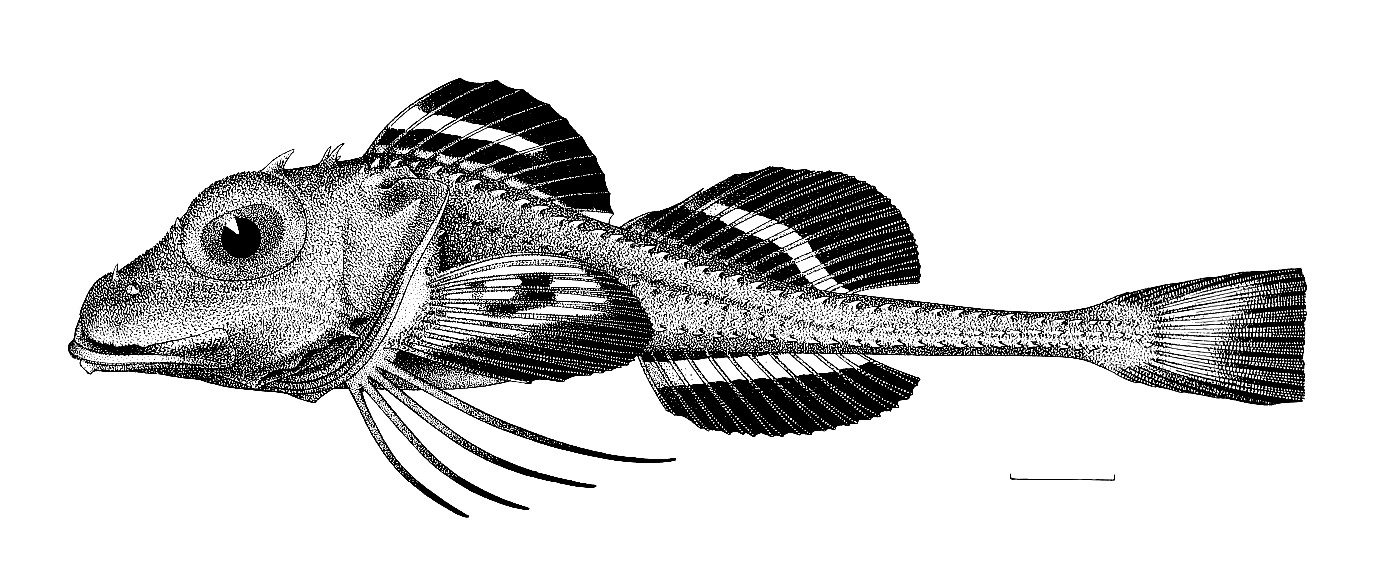
Ereunias grallator

Es gibt drei Gattungen mit fünf Arten:
- Gattung Ereunias Jordan & Snyder, 1901
  - Ereunias grallator Jordan & Snyder, 1901
- Gattung Marukawichthys Sakamoto, 1931
  - Marukawichthys ambulator Sakamoto, 1931
  - Marukawichthys pacificus Yabe, 1983
- Gattung Rhamphocottus Günther, 1874 – Typusgattung.
  - Rhamphocottus nagaakii Munehara et al., 2022[1]
  - Grunzgroppe (Rhamphocottus richardsonii Günther, 1874)

## Systematik
Die Familie Rhamphocottidae wurde 1888 durch den US-amerikanischen Ichthyologen Theodore Nicholas Gill für die Grunzgroppe (Rhamphocottus richardsonii) eingeführt und blieb über 120 Jahre lang monotypisch. 2014 wurde die Familie Ereuniidae (Jordan & Snyder, 1901) aufgrund morphologischer und genetischer Untersuchungen mit der Familie Rhamphocottidae synonymisiert.